# Karabin Colt Root
Colt Root – amerykański kapiszonowy karabin rewolwerowy, produkowany przez Colt's Manufacturing Company. Skonstruowany przez Elisha King Roota. 
Prawdopodobnie produkowany od 1855 roku, ale niektóre zachowane egzemplarze maja części z nabitą datą 1850, co może świadczyć o produkcji od 1850 roku. Podobnie jak w rewolwerach kapiszonowych przy strzale zdarzało się odpalenie więcej niż jednego naboju, co mogło prowadzić do obrażeń u posiadacza broni. Kłopotliwe były także przedmuchy gazów prochowych pomiędzy przednią krawędzią bębenka i szkieletem (wada wszystkich karabinków rewolwerowych). Amerykańskie zamówienia rządowe wyniosły 4632 sztuki w wersji karabinu Root Infantry. Były one używane między innymi przez Berdan Sharpshooters w czasie wojny secesyjnej. 
Karabinki rewolwerowe Colt Root używane były też przez Polaków w czasie trwania powstania styczniowego. Używane były w oddziale kawalerii gen. Edmunda Taczanowskiego. 